# Шереметьевское подворье
Шереме́тьевское подво́рье — располагается в Москве, в пределах Садового кольца, по адресу Никольская ул., д. 10/2.

## Состав
Шереметьевское подворье являет собой комплекс строений:
- стр. 1 — торговое здание с гостиницей (1862, архитектор А. С. Никитин). Здание по своим архитектурным формам близко позднему классицизму. В типовых торговых ячейках первого этажа размещались различные лавки, в верхних этажах — гостиница[1][2];

- стр. 2А, 2Б,  ЦГФО — торговый корпус (1890—1900-е; 1906—1907, архитектор А. Ф. Мейснер; 1912)[3][1];
- стр. 3А,  ЦГФО — торговое здание с гостиницей (1902; 1906—1907, архитектор А. Ф. Мейснер; 1912)[3].

## История
В XVII веке Никольская улица была застроена дворами знатнейших бояр и, одна из немногих в Москве, замощена досками, набитыми поверх брёвен обычной мостовой.
Названия Большого и Малого Черкасского переулков напоминают о дворе князей Черкасских (№ 10 по улице), бывшем самым крупным владением на улице в петровскую эпоху. В 1747 году двор перешёл в Шереметьевым, родовой дом которых находился рядом с Печатным двором. В 1808 году дом Шереметьевых перешел к книгопродавцу Глазунову, который открыл там крупнейший в Москве книжный магазин с библиотекой
.
Во второй половине XIX века Никольская, как и другие улицы Китай-города, являлась деловым центром Москвы; на ней находились конторы крупнейших российских предпринимателей, а также престижная гостиница с рестораном «Славянский базар» (с 1872, дом № 17; перестроенный дом Шереметьевых 1781 года постройки). При этом Шереметьевы продолжали владеть домом № 10, где в 1860-х годах построили нынешнее здание для сдачи помещений внаём с коммерческими целями — «Шереметьевское подворье» (видимо, сделав это по примеру купцов братьев Чижовых, построивших рядом в 1852 году Чижовское подворье).

### В современности
В советское время эти помещения занимали разные издательства: «Академия», «Художественная литература», «Роман-газета» и др. В корпусе по Никольской улице, бывшей Шереметевской гостинице, находилась швейная фабрика «Красная швея».
Дом 10/2 по Никольской улице после полной реконструкции (корпус по Никольской был разобран до основания и там вырос внешне похожий, но гораздо бо́льший по размеру офисно-торговый центр) получил название Никольская плаза.
В августе 2013 года после проведённой реконструкции Никольская улица, на которой располагается Шереметьевское подворье, стала пешеходной.